# Ближневосточный университет
Ближневосточный университет (тур. Yakın Doğu Üniversitesi, YDÜ) ― частный университет, расположенный на Северном Кипре. Был основан в 1988 году турком-киприотом Суатом Гюнселем. Главой Попечительского Совета ныне является его сын - Ирфан Гюнсель. 
Ближневосточный университет в настоящее время насчитывает 20 факультетов, 220 программ, 4 профессионально-технические школы, 3 школы языковой подготовки и 5 высших школ постуниверситетского образования. 
В Ближневосточном университете проходят обучение более 25 000, что делает его самым крупным высшим учебным заведением на Северном Кипре.  

## Кампус

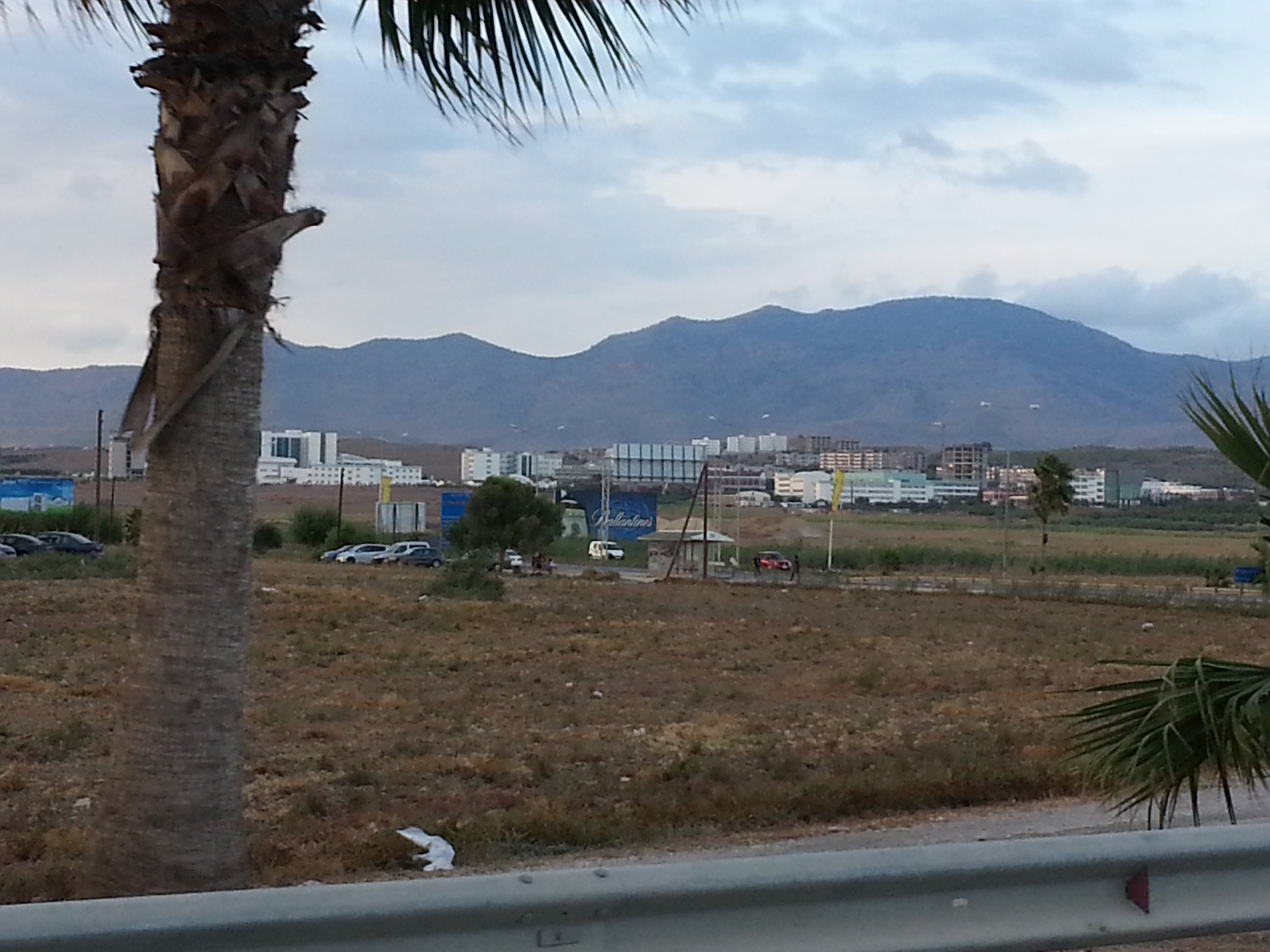
Вид на кампус из Никосии

Все здания университета расположены в кампусе, в том числе и Ближневосточный колледж (уровень средней школы), Ближневосточная начальная школа и Ближневосточный детский сад. Кампус находится в нескольких километрах от города Никосия, куда ведёт дорога через Ближневосточный бульвар. Между городом и кампусом курсируют частые автобусы. 
В кампусе находится Культурный конгресс-центр им. Ататюрка ― самый большой зал для общественных мероприятий в Северной Никосии, который вмещает 700 человек. Здесь проходят многочисленные конгрессы, концерты, танцевальные шоу и другие культурные мероприятия, такие как ежегодный международный театральный фестиваль на Кипре. В центре также есть четыре других меньших зала. В кампус также расположены ещё три амфитеатра и целый квартет амфитеатров, расположенных у Большой библиотеки. В кампусе есть три музея: Музей связи, Художественный музей и Музей классических и спортивных автомобилей. 
Музей классических и спортивных автомобилей Ближневосточного университета был основан в 2007 году; здесь представлены более 140 экспонатов. 

## Организационная структура

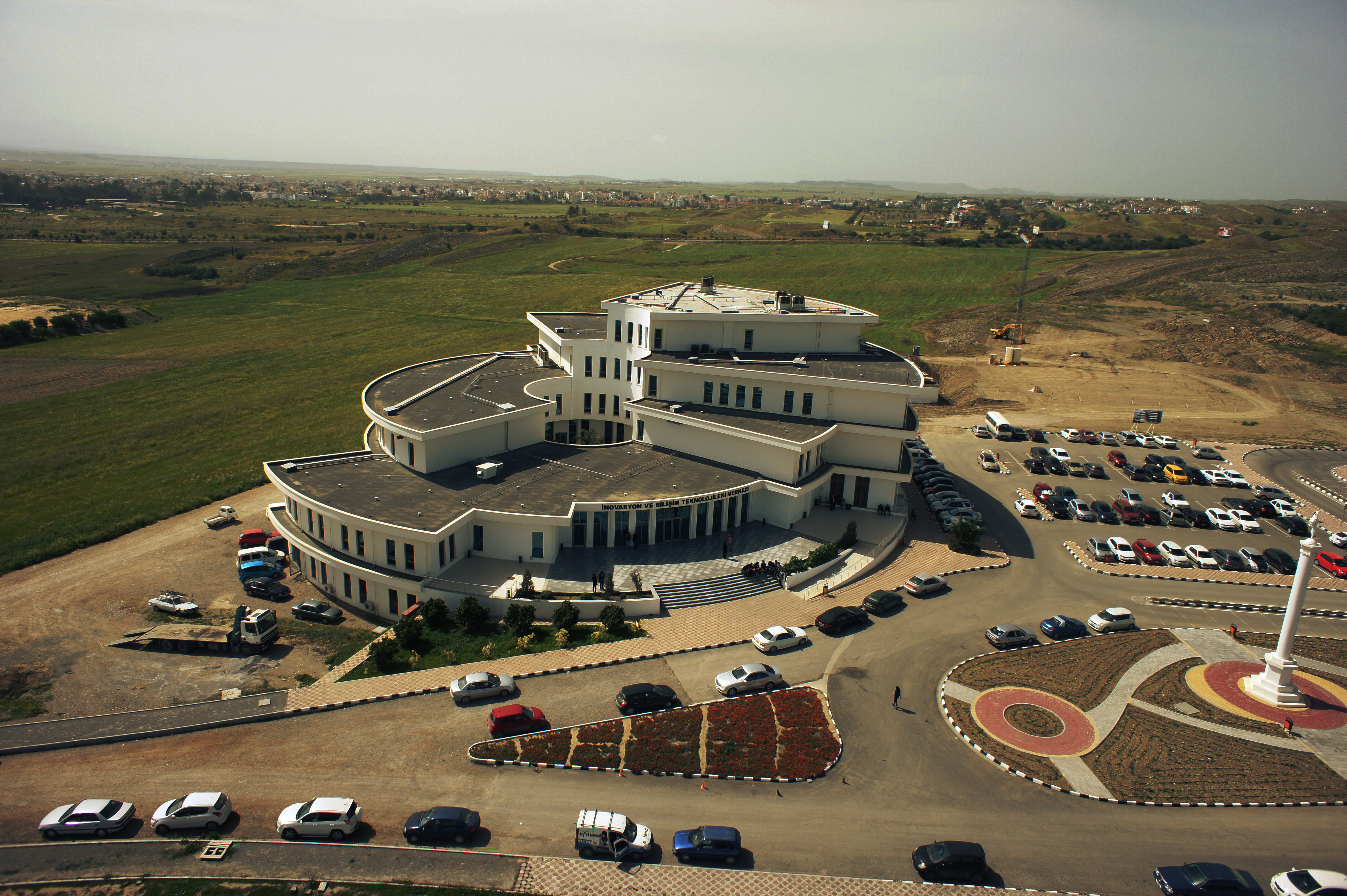
Инженерный факультет

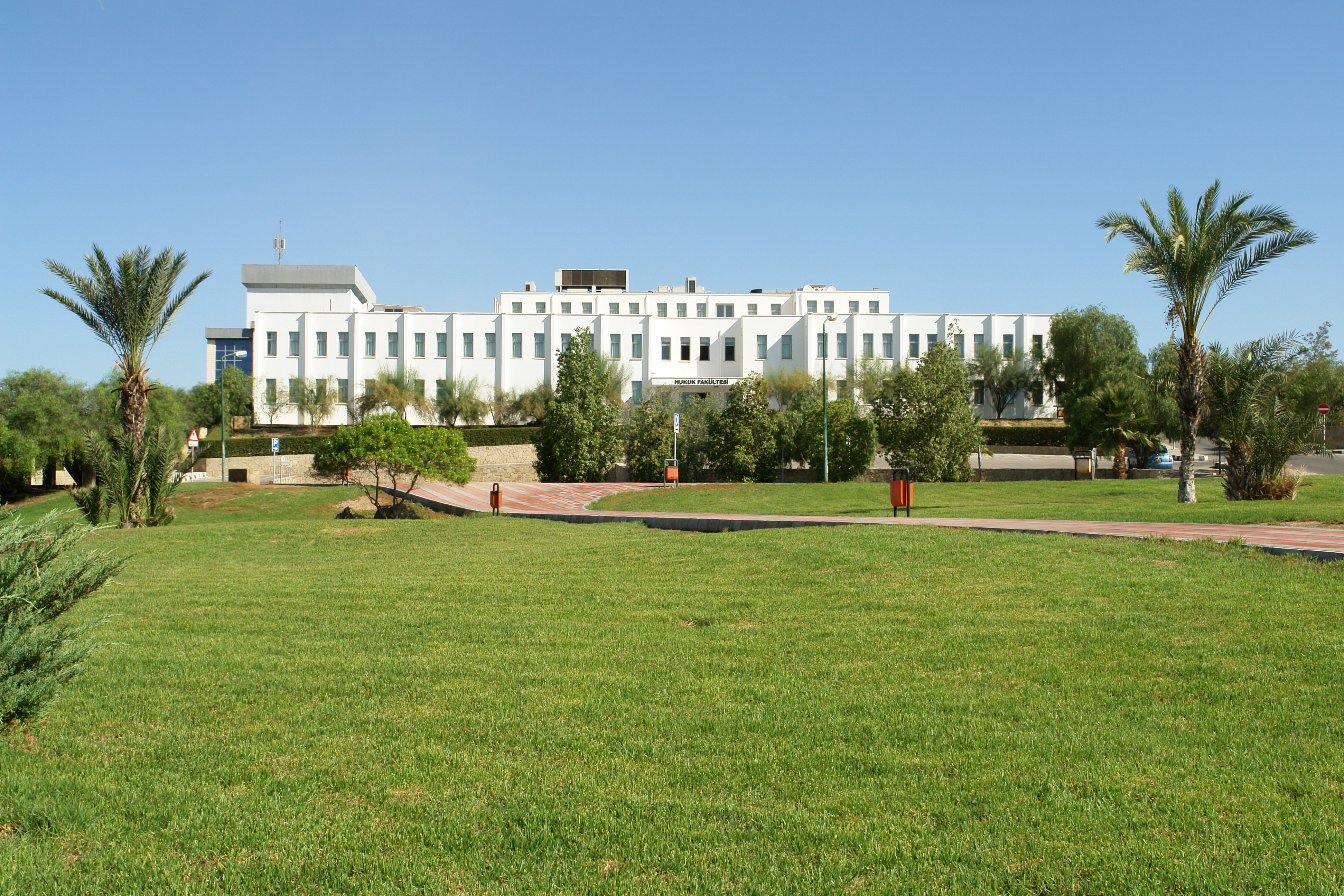
Юридический факультет

В университете действуют 20 факультетов с 220 кафедрами. 
- Педагогический факультет им. Ататюрка
- Архитектурный факультет
- Факультет искусств и наук
- Факультет связи
- Факультет стоматологии
- Факультет богословия
- Факультет экономики и административных наук
- Инженерный факультет
- Факультет изобразительного искусства и дизайна
- Факультет здравоохранения
- Юридический факультет
- Факультет сестринского дела
- Медицинский факультет
- Факультет театральных искусств
- Фармацевтический факультет
- Факультет ветеринарной медицины
- Факультет дистанционного обучения
- Факультет туризма
- Факультет гражданской инженерии и эко-проектирования
- Факультет физической культуры

Фармацевтический факультет Ближневосточного университета был аккредитован Советом по аккредитации фармацевтического образования (ACPE) в 2014 году. 

## Академический профиль

### Медицинский факультет и клиника

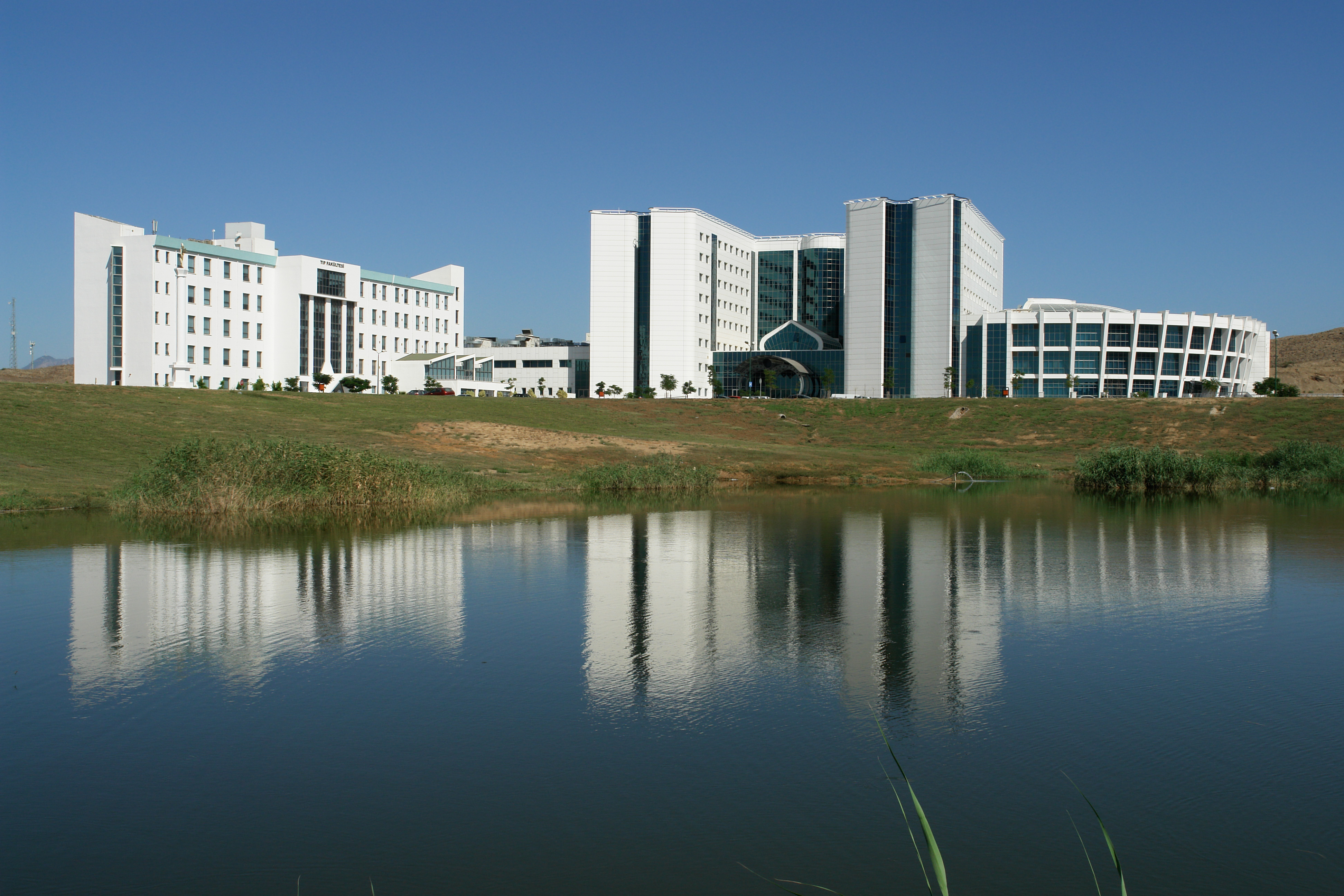
Медицинский факультет и клиника при нём

Медицинский факультет был открыт в 2008 году, а больница площадью 55 000 квадратных метров открыла свои двери годом позже. Больница действуют исследовательские центры, включая Исследовательский центр ядерной медицины. 
В больнице проходили лечение многие важные фигуры, в том числе первый президент ТРСК  Рауф Денкташ. Были подписаны соглашения между Ближневосточным университетом и Гагаузией, согласно которому в клинике могут проходить лечение пациенты из Гагаузии. Медицинский факультет также участвовал в кампаниях общественного здравоохранения в стране, включая медосмотр учащихся в школах и предлагал услуги оплодотворения in vitro. Факультет получил награду WORLDCOB Institutional Excellence Award в 2013 году. 

### Большая библиотека
Большая библиотека занимает площадь более 15 000 квадратных метров и содержит более 1 миллиона печатных материалов и даёт доступ к 150 миллионам электронных ресурсов. Здесь размещаются четыре амфитеатра общей вместимостью 1000 человек; двери библиотеки открыты круглосуточно. В 2007 году около 7 000 человек ежедневно пользовались библиотекой. В 2012 году университет подписал протокол совместно с Министерством культуры и туризма Турции, который предусматривал совместное использование электронных ресурсов с 1 118 библиотеками Турции.